# ملچکووو (استان وارمی-ماسوری)
ملچکووو (به لاتین: Mleczkowo) یک روستا در لهستان است که در گمینا رن واقع شده‌است.